# باولو داميتو
باولو داميتو (بالإيطالية: Paolo Dametto)‏ (28 يونيو 1993 في إيطاليا - ) هو لاعب كرة قدم إيطالي في مركز الدفاع. شارك مع منتخب إيطاليا تحت 16 سنة لكرة القدم ومنتخب إيطاليا تحت 17 سنة لكرة القدم ومنتخب إيطاليا تحت 18 سنة لكرة القدم. أما مع النوادي، فقد لعب مع نادي ريجيانا 1919 ونادي كالياري ونادي لوميتساني ونادي براتو.

## وصلات خارجية
- باولو داميتو على موقع قاعدة بيانات كرة القدم.إي يو (الإنجليزية)
- باولو داميتو على موقع Soccerway.com (الإنجليزية)
- باولو داميتو على موقع AS.com (الإسبانية)